# Zig (프로그래밍 언어)
Zig(지그)는 명령형, 범용 목적의 정적 자료형 체계, 컴파일 시스템 프로그래밍 언어이며 앤드루 켈리가 설계했다. 이 언어는 내구성, 최적성, 유지보수성을 위해 설계되어 있으며 컴파일 타임, 제네릭스, 반영, 평가, 크로스 컴파일, 수동 메모리 관리를 지원한다. 이 언어의 주요 목표는 C 언어 기반에서 개선점을 찾으면서 러스트 등의 장점을 취하는 것이다. 지그는 저급 프로그래밍, 특히 필드간 패딩이 없는 구조체(packed struct), 무작위 폭 정수, 다중 포인터형 등 수많은 기능을 보유하고 있다.
스테이지 1 컴파일러는 지그와 C++로 개발되어 있으며 LLVM 13을 백엔드로 사용하며 네이티브 타겟 중 다수를 지원한다. 컴파일러는 MIT 허가서로 배포되는 오픈 소스이다.

## 예시

### Hello World
```
const
 
std
 
=
 
@import
(
"std"
);

pub
 
fn
 
main
()
 
!
void
 
{

    
const
 
stdout
 
=
 
std
.
io
.
getStdOut
().
writer
();

    
try
 
stdout
.
print
(
"Hello, {s}!
\n
"
,
 
.{
"world"
});

}

```

### 제네릭 링크드 리스트
```
pub
 
fn
 
main
()
 
void
 
{

    
var
 
node
 
=
 
LinkedList
(
i32
).
Node
 
{

        
.
prev
 
=
 
null
,

        
.
next
 
=
 
null
,

        
.
data
 
=
 
1234
,

    
};

    
var
 
list
 
=
 
LinkedList
(
i32
)
 
{

        
.
first
 
=
 
&
node
,

        
.
last
 
=
 
&
node
,

        
.
len
 
=
 
1
,

    
};

}

fn
 
LinkedList
(
comptime
 
T
:
 
type
)
 
type
 
{

    
return
 
struct
 
{

        
pub
 
const
 
Node
 
=
 
struct
 
{

            
prev
:
 
?*
Node
,

            
next
:
 
?*
Node
,

            
data
:
 
T
,

        
};

        
first
:
 
?*
Node
,

        
last
:
  
?*
Node
,

        
len
:
   
usize
,

    
};

}

```

## 같이 보기
- C (프로그래밍 언어)
- C++
- 님 (프로그래밍 언어)
- 러스트 (프로그래밍 언어)
- D (프로그래밍 언어)